# Mazarunia
Mazarunia is een geslacht van straalvinnige vissen uit de familie van de cichliden (Cichlidae).

## Soorten
- Mazarunia charadrica López-Fernández, Taphorn & Liverpool, 2012
- Mazarunia mazarunii Kullander, 1990
- Mazarunia pala López-Fernández, Taphorn & Liverpool, 2012